# Cracoviae Merenti
Medal Cracoviae Merenti – wyróżnienie nadawane przez Radę Miasta Krakowa osobom, organizacjom i instytucjom szczególnie zasłużonym dla miasta Krakowa. Został ustanowiony uchwałą Rady Miasta Krakowa w 1992. Posiada trzy klasy: medal złoty, srebrny i (od 1998) brązowy.

## Historia
Medal ustanowiony w 1992 roku początkowo przyznawała Rada Miasta na wniosek Kapituły Medalu, która składała się z Prezydenta Miasta jako Przewodniczącego i członków wybieranych przez Radę Miasta na okres 6 lat spośród osób wyróżnionych medalem. Kapituła ustalała szczegółowe zasady przyznawania medalu oraz regulamin określający sposób jego noszenia. Wprowadzono dwie klasy medalu: złoty i srebrny. Medal miał być przyznawany w liczbie 3 złote w ciągu 3 lat i 6 srebrnych rocznie. W 1993 roku zamieniono Kapitułę na Komisję Medalu „Cracoviae Merenti”.
W 1997 roku ustanowiono, że medal złoty przyznany w 1993 roku Ojcu Świętemu Janowi Pawłowi II, będzie jedynym Złotym Medalem „Cracoviae Merenti” przyznanym osobie. Od tego momentu otrzymują go tylko organizacje lub instytucje szczególnie zasłużone dla Stołecznego Królewskiego Miasta Krakowa. Od 1998 roku medal posiada trzy klasy: złoty, srebrny i brązowy. Zmieniono także przepis dotyczący liczby przyznawanych medali: 1 złoty, 3 srebrne i 6 brązowych w okresie kadencji Rady Miasta. Liczba przyznawanych medali może się zmienić po uchwaleniu osobnej uchwały np. w kadencji 1998–2002 z uwagi na przypadające jubileusze Rada Miasta Krakowa zdecydowała o przyznaniu 2 medali złotych. Podobne decyzje zapadły także w innych kadencjach. W 2006 roku ustalono, że do Komisji Medalu oprócz prezydenta miasta wchodzić będą metropolita krakowski i rektor Uniwersytetu Jagiellońskiego. Od 2025 roku w Komisji Medalu zasiadają prezydent miasta, rektor Uniwersytetu Jagiellońskiego oraz dyrektor Muzeum Narodowego w Krakowie.

## Wygląd medalu
Jest to krążek o średnicy 60 mm.
Na awersie medalu widnieje herb Krakowa, Wzgórze Wawelskie i napis „CRACOVIAE MERENTI” („zasłużony dla Krakowa”), na rewersie natomiast wizerunek królowej Jadwigi według portretu Jana Matejki i napis „HEDVIGIS REGINA POLONIAE PRINCEPS LITHUANIAE et HERES RUSIAE” („Jadwiga królowa Polski, księżna Litwy i dziedziczka Rusi”). Każdy przyznany medal otrzymuje kolejny numer, który wytłacza się na rancie, na prawo od awersu.
Autorem projektu medalu wyłonionym w konkursie w latach 90. jest artysta rzeźbiarz Kazimierz Adamski.

## Lista laureatów
(numer kolejny oznacza numer medalu jaki został przyznany i podany w tytule odpowiedniej uchwały).
Złote medale
1. Jan Paweł II – 1993
2. Biskupstwo Krakowskie – 1999
3. Uniwersytet Jagielloński – 1999
4. Towarzystwo Strzeleckie „Bractwo Kurkowe” w Krakowie – 2005
5. Szpital Zakonu Bonifratrów św. Jana Grandego w Krakowie – 2009
6. Krakowska Kongregacja Kupiecka – 2010
7. Zamek Królewski na Wawelu – 2020

Srebrne medale
1. Krzysztof Penderecki – 1993
2. Karolina Lanckorońska – 1995
3. Krystyna Zachwatowicz-Wajda i Andrzej Wajda – 1995
4. Jerzy Turowicz – 1995
5. Jerzy Wyrozumski – 1995
6. Peter Schönlein – 1996
7. Karl Dedecius – 1997
8. Jan Deszcz – 1997
9. Ludwik Piechnik – 1997
10. Jacek Woźniakowski – 1997
11. Jan Nowak-Jeziorański – 1997
12. Jerzy Nowosielski – 1999
13. Józef Mońko – 2000
14. Zbigniew Stanisław Chojnacki – 2000
15. Miejska Straż Pożarna w Krakowie – 2003
16. Akademia Ekonomiczna w Krakowie – 2004
17. Akademia Górniczo-Hutnicza im. Stanisława Staszica w Krakowie – 2005
18. Klub Sportowy „Cracovia” i Towarzystwo Sportowe „Wisła” – 2006
19. Społeczny Komitet Odnowy Zabytków Krakowa – 2007
20. Chorągiew Krakowska Związku Harcerstwa Polskiego oraz Okręg Małopolski Związku Harcerstwa Rzeczypospolitej – 2008
21. Akademicki Związek Sportowy w Krakowie – 2009
22. Krakowskie Pogotowie Ratunkowe – 2011
23. Małopolski Cech Rzemieślników i Przedsiębiorstw Budowlanych – 2012
24. Radio Kraków – 2012
25. Arka Pana – Parafia Matki Bożej Królowej Polski w Krakowie – 2012
26. Komisja Robotnicza Hutników NSZZ Solidarność – 2013
27. Okręgowa Izba Lekarska w Krakowie – 2013
28. Franciszek Macharski – 2015
29. Towarzystwo Miłośników Historii i Zabytków Krakowa – 2017
30. Jan Andrzej Kłoczowski – 2017
31. Muzeum Historyczne Miasta Krakowa, obecnie Muzeum Krakowa – 2019
32. Akademia Sztuk Pięknych im. Jana Matejki w Krakowie – 2020
33. Uniwersytet Pedagogiczny im. Komisji Edukacji Narodowej w Krakowie – 2020
34. Tygodnik Powszechny – 2022
35. Muzeum Narodowe – 2022
36. Wodociągi Miasta Krakowa S.A. – 2022

Brązowe medale
1. Kazimierz Fugiel – 1998
2. Elie Gervois – 1998
3. Marjorie Salisbury – 1998
4. Karol Paluch – 2000
5. Jerzy Bryła – 2001
6. Tadeusz Piekarz – 2001
7. Adam Bielański – 2002
8. Stanisław Małysiak – 2002
9. Czesław Marchewczyk – 2002
10. Władysław Godyń – 2004
11. Józef Skotnicki – 2004
12. Edward Szymański – 2004
13. Stanisław Jan Gałoński – 2005
14. Bronisław Chromy – 2005
15. Polskie Towarzystwo Gimnastyczne „Sokół” – 2007
16. Hospicjum św. Łazarza – 2007
17. Zofia Żelazny i Zdzisław Żelazny – 2007
18. Zdzisław Żygulski – 2007
19. Chór Mariański – 2008
20. Eugeniusz Waniek – 2008
21. Andrzej Kosiniak-Kamysz – 2012
22. Stefan Dousa – 2013
23. Jadwiga Romańska-Gabryś – 2013
24. Stanisława Centkowska – 2013
25. Wincenty Kućma – 2014
26. Małopolska Okręgowa Izba Pielęgniarek i Położnych – 2014
27. Opera Krakowska – 2015
28. Sobiesław Zasada – 2015
29. Okręgowa Izba Aptekarska w Krakowie – 2016
30. Towarzystwo Lekarskie Krakowskie – 2017
31. Studencki Komitet Solidarności – 2017
32. Okręgowa Izba Radców Prawnych w Krakowie – 2018
33. Komitety Obywatelskie – 2018
34. Wojciech Plewiński – 2018
35. Antoni Borgosz – 2018
36. Krzysztof Wielgus – 2019
37. Jan Ostrowski – 2020
38. Mieczysław Kozłowski  – 2020
39. Kazimierz Barczyk – 2020